# 24. јул
24. јул (24.7.) је 205. дан године по грегоријанском календару (206. у преступној години). До краја године има још 160 дана.

## Догађаји
- 1567 — Шкотска краљица Мери Стјуарт приморана је да абдицира због антипротестантске политике. Наредне године побегла је у Енглеску где је затворена, а након 18 година тамновања оптужена је за учествовање у издаји и погубљена.
- 1701 — Антоан да ла Мот Кадилак основао је на обали језера Мичиген трговачки центар Поншартрен, који се касније развио у град Детроит.
- 1704 — Британске снаге под командом адмирала Џорџа Рука преузеле су Гибралтар од Шпанаца.
- 1783 — Краљевство Картли-Кахети и Руска Империја су потписали Георгијевски споразум, чиме је Грузија постала руски протекторат.
- 1799 — Наполеон је извојевао своју последњу победу у освајању Египта, потукавши турску војску код Абукира.
- 1804 — Српска потера предвођена Миленком Стојковићем ухватила је и погубила на дунавском острву Ада Кале београдске дахије Аганлију, Кучук Алију, Мулу Јусуфа и Мехмеда Фочића.
- 1824 — Резултати првог испитивања јавног мњења у свету објављени су у америчкој држави Делавер уочи председничких избора у САД.
- 1866 — Тенеси је постао прва америчка држава која је поново примљена у Унију након Америчког грађанског рата.
- 1883 — Метју Веб, први човек који је 1875. препливао канал Ламанш, утопио се приликом покушаја да преплива реку изнад Нијагариних водопада.
- 1923 — У Лозани је потписан мировни уговор између Турске и савезничких сила којим се Турска одрекла свих нетурских територија које је изгубила у Првом светском рату, али је добила Једрене и источну Тракију, чиме су дефинитивно одређене границе европског дела турске државе.
- 1943 — Бомбардовањем Хамбурга, савезничко ваздухопловство је у Другом светском рату почело операцију „Гомора“.
- 1946 — САД су извеле прву подводну атомску пробу на коралским острвима Бикини у западном Пацифику.
- 1967 — Француски председник Шарл де Гол завршио је свој говор у Монтреалу ускликом „Живео слободни Квебек!“, што је изазвало оштар протест канадског премијера Лестера Пирсона. Де Гол је био приморан да скрати посету Канади.
- 1972 — Југословенске службе безбедности су ухватиле последње чланове Бугојанске групе.
- 1974 — Константин Караманлис је, после седмогодишње владавине војне хунте, образовао у Грчкој прву цивилну владу и прогласио општу амнестију за све политичке затворенике.
- 1976 — Амерички свемирски брод „Викинг 1“ спустио се на Марс да испита да ли постоје могућности за живот на тој планети.
- 1981 — У кинеској провинцији Сичуан у поплавама је погинуло више од 700 људи, а милион и по је остало без домова.
- 1990 — Амерички ратни бродови у Персијском заливу стављени су у стање приправности због концентрације ирачких трупа на кувајтској граници.
- 1993 — Централна банка Русије саопштила је да ће у оквиру драстичне монетарне реформе предузете у борби против инфлације, из оптицаја повући све новчанице штампане пре 1992.
- 1995 — Бомбаш-самоубица, члан милитантне исламске организације Хамас, активирао је бомбу у аутобусу у Тел Авиву од чије је експлозије погинуло шест, а рањено 32 човека.
- 1996 — У предграђу Коломба, главног града Шри Ланке, погинуло је 57, а рањено више од 500 људи у експлозији две бомбе подметнуте у приградски воз, за шта су оптужени тамилски побуњеници.
- 1999 — У селу Старо Гацко, на Косову, убијено је 14 српских сељака док су на својим имањима жњели пшеницу.
- 2001 — СР Југославија је добила шесту савезну владу с премијером Драгишом Пешићем на челу, функционером Социјалистичке народне партије Црне Горе.
- 2003 — Србин Дарко Мрђа признао је пред Трибуналом у Хагу кривицу за убиство око 200 Муслимана и Хрвата на планини Влашић у лето 1992, а Тужилаштво је заузврат одустало од оптужбе за истребљење и злочин против човечности.
- 2013 — У исклизнућу воза код шпанског града Сантијаго де Компостела погинуло је 80 особа, а повређено око 140.

## Рођења
- 1802 — Александар Дима Отац, француски писац. (прем. 1870)
- 1803 — Адолф Адам, француски композитор. (прем. 1856)[1]
- 1828 — Николај Чернишевски, руски писац, публициста, филозоф-утописта, револуционар и књижевни критичар. (прем. 1889)
- 1854 — Константин Јиречек, чешки историчар, политичар и дипломата. (прем. 1918)
- 1860 — Алфонс Муха, чешки сликар и дизајнер. (прем. 1939)
- 1864 — Франк Ведекинд, немачки драматург. (прем. 1918)[2]
- 1897 — Франо Кршинић, хрватски вајар. (прем. 1982)
- 1900 — Зелда Фицџералд, америчка књижевница и сликарка. (прем. 1948)
- 1919 — Фердинанд Киблер, швајцарски бициклиста. (прем. 2016)
- 1928 — Иван Штраус, босанскохерцеговачки архитекта. (прем. 2018)
- 1930 — Предраг Ивановић, српски музичар (певач и трубач), композитор и аранжер. (прем. 2010)
- 1933 — Џон Анистон, амерички глумац. (прем. 2022)
- 1937 — Мехо Пузић, босанскохерцеговачки певач. (прем. 2007)
- 1940 — Ден Хедаја, амерички глумац.
- 1942 — Крис Сарандон, амерички глумац.
- 1947 — Предраг Ејдус, српски глумац и професор глуме. (прем. 2018)
- 1949 — Мајкл Ричардс, амерички глумац, комичар, сценариста и продуцент.
- 1950 — Јадранка Стојаковић, босанскохерцеговачка музичарка. (прем. 2016)
- 1952 — Гас Ван Сан, амерички редитељ, сценариста, фотограф, музичар и писац.
- 1963 — Карл Малон, амерички кошаркаш.
- 1968 — Кристин Ченоует, америчка глумица и музичарка.
- 1969 — Џенифер Лопез, америчка музичарка, глумица и плесачица.
- 1971 — Дино Бађо, италијански фудбалер.
- 1973 — Анастасија Мандић, српска глумица.
- 1973 — Јоан Мику, француски фудбалер.
- 1973 — Милан Томић, српско-грчки кошаркаш и кошаркашки тренер.
- 1974 — Харис Бркић, југословенски кошаркаш. (прем. 2000)
- 1977 — Оливера Јевтић, српска атлетичарка (трчање на велике удаљености).
- 1979 — Роуз Берн, аустралијска глумица.
- 1981 — Самер Глау, америчка глумица.[3]
- 1982 — Елизабет Мос, америчка глумица.
- 1982 — Ана Паквин, новозеландско-канадска глумица.
- 1983 — Данијеле де Роси, италијански фудбалер.
- 1985 — Мет Лоџески, америчко-белгијски кошаркаш.
- 1985 — Тиган Пресли, америчка порнографска глумица.
- 1985 — Лукаш Росол, чешки тенисер.
- 1992 — Лео Вестерман, француски кошаркаш.
- 1995 — Кајл Кузма, амерички кошаркаш.[4]
- 1997 — Фуркан Коркмаз, турски кошаркаш.

## Смрти
- 1862 — Мартин ван Бјурен, амерички политичар. (рођ. 1782).
- 1925 — Борислав Тодоровић, творац првог средњошколског програма хемије у Србији.
- 1941 — Рудолф Рамек, аустријски политичар.
- 1974 — Џејмс Чедвик, енглески физичар. (рођ. 1891).
- 1980 — Питер Селерс, британски филмски глумац, комичар.
- 1991 — Исак Башевис Сингер, амерички писац, пореклом пољски Јеврејин, нобеловац.
- 2000 — Клод Соте, француски филмски редитељ, оскаровац.
- 2011 — Милан Делчић Делча, српски музичар, драматург и концептуални уметник. (рођ. 1960)

## Празници и дани сећања
- Српска православна црква слави:
  - Света великомученица Ефимија
  - Блажена Олга Кијевска